# Пять миллионов рублей
Пять миллио́нов рубле́й (5 000 000 рубле́й) — денежный знак, выпускавшийся в РСФСР, в Азербайджанской Социалистической Советской Республике и в ЗСФСР в начале 1920-х годов, а также Белоруссии в 1999—2001 годах. Банкноты с таким номиналом характерны для периода резкого обесценивания рубля и гиперинфляции после поражения в Первой мировой войне и революции.
Банкноты номиналом в 5 000 000 рублей выпускались в 1921 году в РСФСР в виде обязательства.

## Характеристики банкноты
Размер банкноты 270×130 мм.

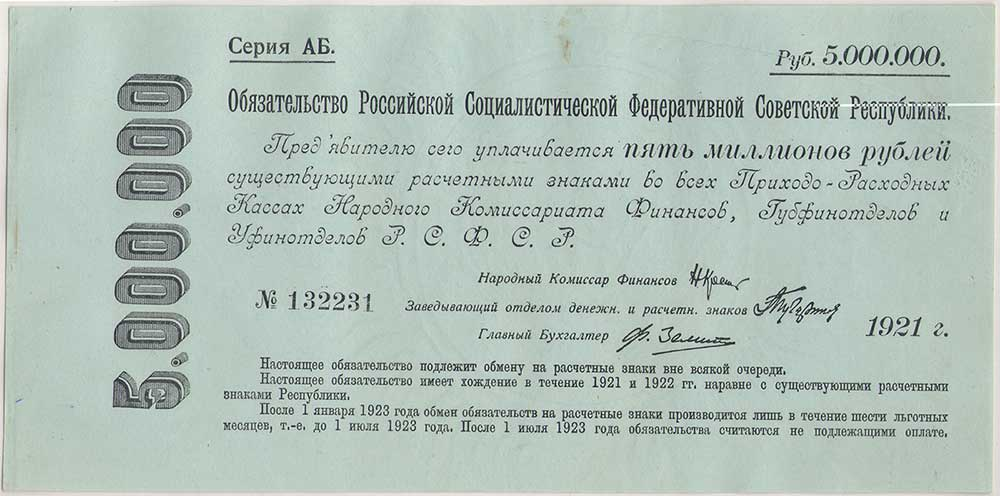
Пять миллионов рублей РСФСР (1921)

## Галерея исторических банкнот

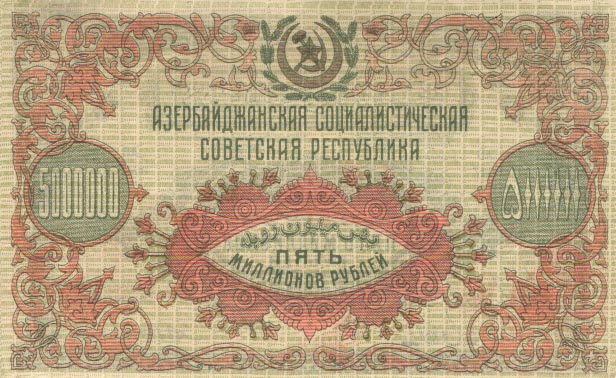
5 000 000 рублей Азербайджанской ССР, лицевая сторона (1923)
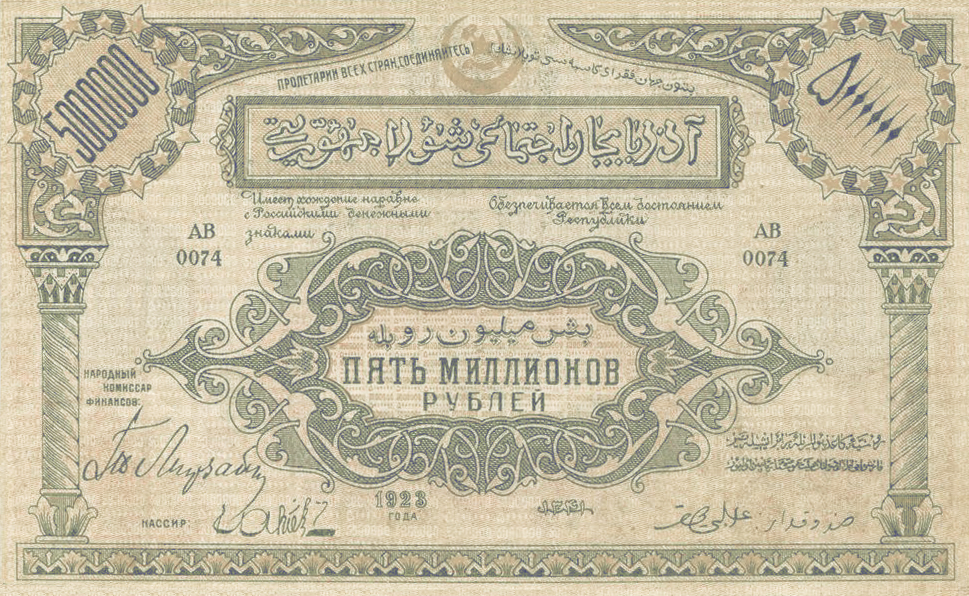
5 000 000 рублей Азербайджанской ССР, оборотная сторона (1923)
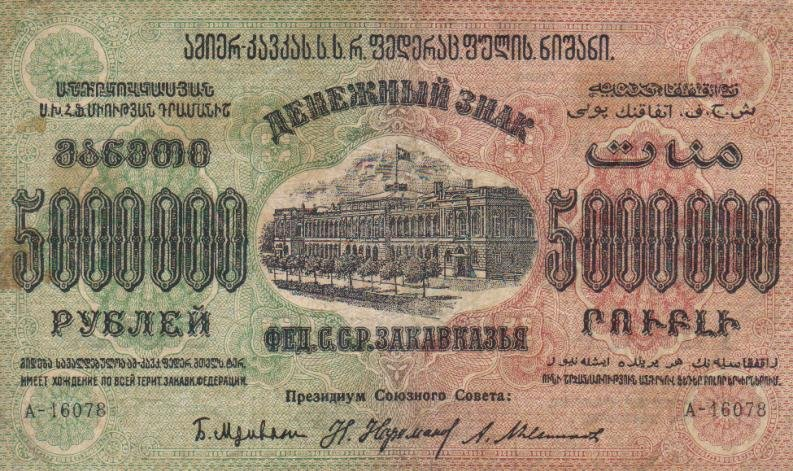
5 000 000 рублей ЗСФСР, лицевая сторона (1923)
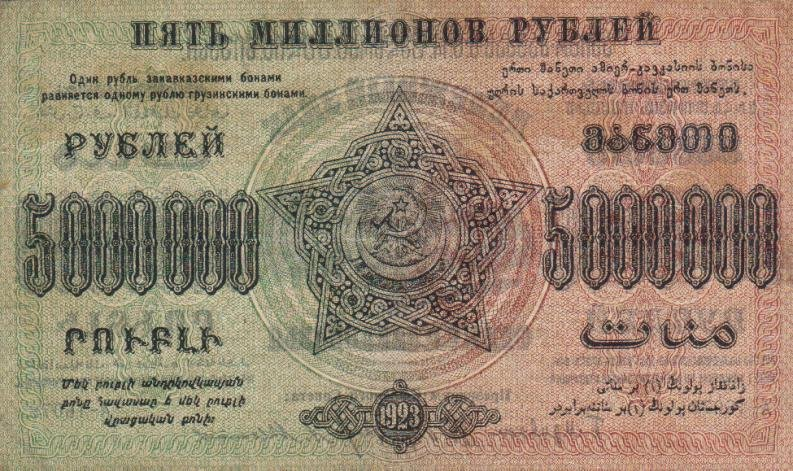
5 000 000 рублей ЗСФСР, оборотная сторона (1923)
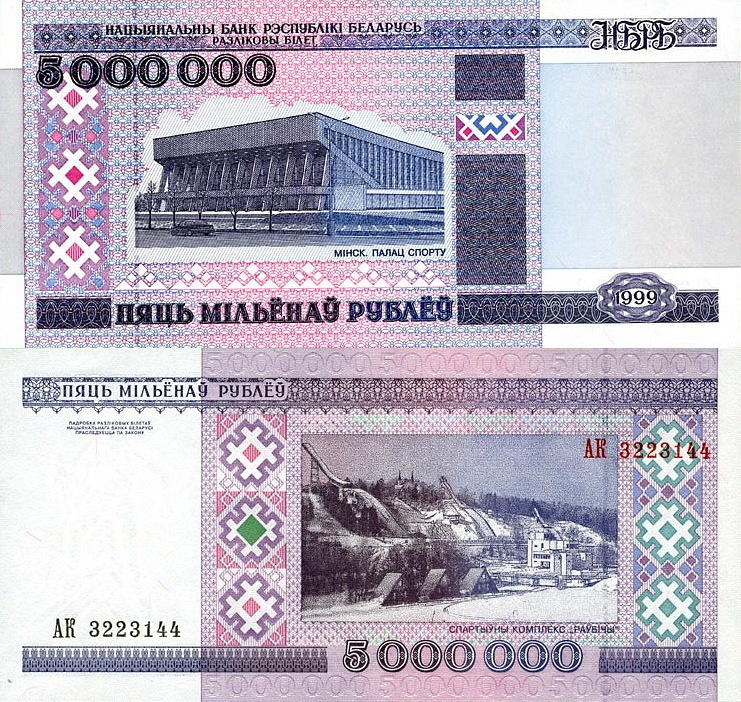
Белорусские 5 000 000 рублей (1999)